# Fractura ósea

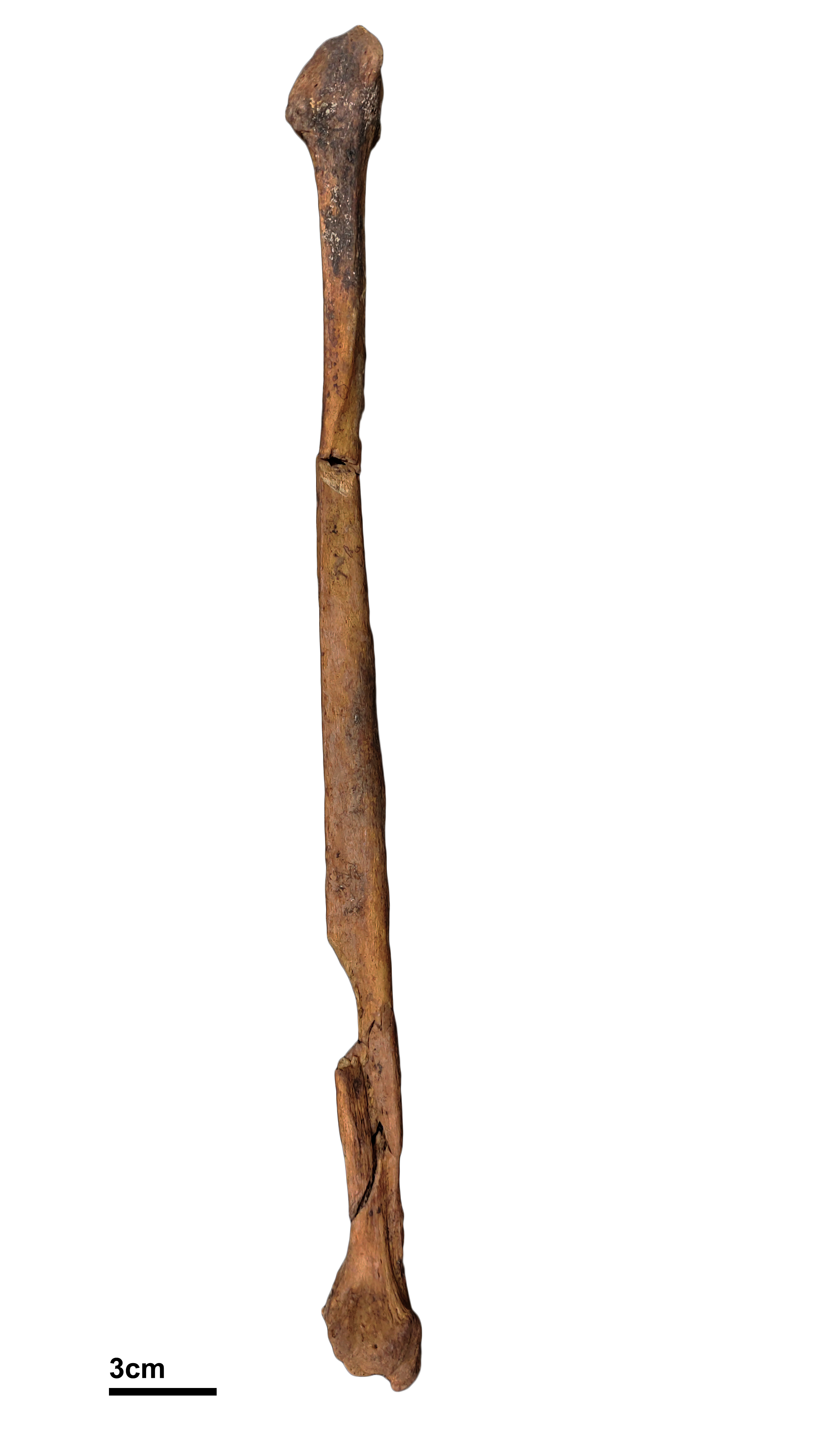
Peroné derecho con fracturas perimortem

Una fractura produce una ruptura parcial o completa en la continuidad del hueso. En los casos más graves, este puede romperse en varios pedazos. Pueden ser el resultado de un golpe, fuerza o tracción de gran fuerza, o una lesión por traumatismos mínimos como consecuencia de ciertos trastornos que debilitan los huesos, como la osteoporosis, la osteopenia, la enfermedad celíaca no diagnosticada, el cáncer óseo o la osteogénesis imperfecta, en cuyo caso se denomina fractura patológica.

## Clasificación

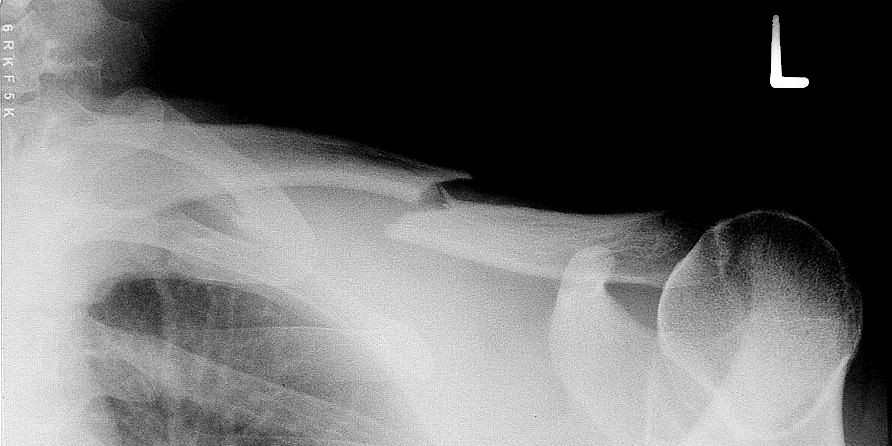
Fractura de clavícula.

Una fractura es la ruptura parcial o total de un hueso. Los sistemas de clasificación de las fracturas son varios , y dependen del tipo de rotura del hueso o zona corporal afectada, así como de otros factores asociados. Se pueden clasificar según su etiología en "patológicas", "traumáticas", "por fatiga de marcha o estrés" y "obstétricas".

### Exposición
Dependiendo si el punto de fractura se comunica o no con el exterior, se clasifican en:
- Cerrada:  si la punta de la fractura no se asocia a ruptura de la piel, o si hay herida, esta no comunica con el exterior.
- Abierta: si hay una herida que comunica el foco de fractura con el exterior, posibilitando a través de ella, el paso de microorganismos patógenos provenientes de la piel o el exterior.[5]

### Localización en el hueso
Según su ubicación en el hueso, se clasifican en:
- Fracturas periarticulares, ocurre en los extremos óseos y se dividen en epifisiarias y metafisiarias.
  1. Fractura epifisiaria, ocurre en el tejido óseo esponjoso del extremo articular de un hueso, la epífisis, usualmente lugar de inserción de la cápsula articular y ligamentos estabilizadores de la articulación.
  2. Fractura metafisiaria, ocurre en la metáfisis ósea, usualmente muy bien irrigada.
- Fractura diafisiaria, ocurre en la diáfisis ósea, muchas veces son lugares con poca irrigación sanguínea.

### Localización en el cuerpo humano
Según el hueso afectado se denominan:
- Fractura craneal
- Fractura vertebral
- Fractura clavicular
- Fractura escapular
- Fractura humeral
- Fractura cubital
- Fractura radial
- Fractura carpiana
- Fractura metacarpiana
- Fractura falanges
- Fractura costal
- Fractura de esternón
- Fractura sacra
- Fractura coxígea
- Fractura de cadera
- Fractura femoral
- Fractura de rótula
- Fractura tibial
- Fractura de peroné
- Fractura del tarso
- Fractura metatarsiana

### Gravedad
Si la fuerza traumática es de poca intensidad y la sección del hueso no llegue a ser total, se denomina fisura o fractura incompleta. Si se secciona todo el hueso, es una fractura completa; y si se produce además una separación entre los fragmentos óseos, se denomina fractura con desplazamiento, la cual implica complicadas operaciones para su cura.

### Enfermedades asociadas
Cuando una fractura se produce en un hueso afectado por una enfermedad se habla de fractura en hueso patológico. Las enfermedades más comunes que pueden afectar a los huesos son:
- Enfermedad celíaca no diagnosticada. Las fracturas óseas pueden ser el primer y único indicio de su presencia, puesto que no es una simple enfermedad digestiva sino autoinmune sistémica (que puede dañar cualquier órgano o tejido corporal). Puede afectar a los huesos antes de que se produzcan lesiones en el intestino, es decir, aunque no se detecte con las pruebas tradicionales.[3] Se producen procesos inflamatorios o autoinmunes que atacan a los huesos, como consecuencia de una reacción anómala frente al gluten de la alimentación.[7][8]
- Enfermedades del metabolismo calcio-fósforo: hiperparatiroidismo, raquitismo, osteomalacia
- Enfermedades del sistema endocrino: hipertiroidismo y síndrome de Cushing
- Enfermedades óseas: osteopenia,  osteoporosis y osteogénesis imperfecta

## Etiología
En general, la fractura se produce por la aplicación de una fuerza sobre el hueso, que supera su resistencia elástica, en cuanto al mecanismo de aplicación de dicha fuerza sobre el foco de la fractura, podemos clasificarlas:
- Por traumatismo directo, en las cuales el foco de fractura ha sido producido por un golpe directo cuya energía se transmite directamente por la piel y las partes blandas. Por ejemplo, el golpe de un martillo sobre un dedo, fracturando la falange correspondiente. En esta misma clasificación se encuentran las fracturas producidas como consecuencia de una caída, en las cuales el hueso es el medio de transmisión de la acción de la fuerza y el suelo u otro elemento contundente es el elemento que reacciona, superando la resistencia ósea.
- Por traumatismo indirecto, en las cuales el punto de aplicación de la fuerza está alejado del foco de fractura. En este caso, las fuerzas aplicadas tienden a torcer o angular el hueso. Por ejemplo, la caída de un esquiador, con rotación de la pierna, produce una fractura a nivel medio de la tibia y el peroné, estando las fuerzas aplicada a nivel del pie fijo y de todo el cuerpo en rotación y caída.
  - Si la fuerza es aplicada paralelamente al eje de resistencia habitual del hueso, como lo que ocurre en las caídas de altura de pie sobre las vértebras, resultando en una compresión del hueso, acortándolo, se denominan fractura por aplastamiento.
  - Si la fuerza es aplicada sobre un punto de sujeción de estructuras tendoligamentosas, desgarrando un trozo del hueso, se denomina fractura por arrancamiento.[9]
- Por fatiga, también denominadas espontáneas, son aquellas en que la fuerza es aplicada en forma prolongada e intermitente en el tiempo. Por ejemplo, la fractura de marcha que se produce en algunos atletas o reclutas del ejército, que se produce en el pie (a nivel del segundo metatarsiano)

### En niños y adolescentes
Las fracturas en niños y adolescentes tienen varias características que las distinguen de las que se presentan en adultos.  En comparación con el hueso maduro de los adultos, el hueso en crecimiento tiene un coeficiente de elasticidad mayor, debido a su particular composición histológica.  Esta elasticidad condiciona la aparición de fracturas que no se acompañan de ruptura completa del hueso en el foco de fractura.  Debido a que no existe una ruptura completa, los síntomas observados en muchas fracturas en niños suelen ser de menor intensidad que los que se ven en adultos.
Existen diversos tipos de patrones de fractura exclusivos del hueso en crecimiento de los niños y adolescentes:
- En "tallo verde":  El hueso está incurvado y en su porción convexa se observa una línea de fractura que no llega a afectar todo su espesor.  En su porción cóncava el hueso solamente se encuentra deformado.
- En "botón o torus":  La corteza del hueso se fractura solamente en uno de sus lados, deformándose sobre sí misma.
- Deformación plástica:  La diáfisis del hueso lesionado se incurva, sin que exista una fractura lineal que pueda observarse en radiografías.  Sin embargo, sí se puede observar ruptura de las trabéculas óseas al microscopio.

El tratamiento de las fracturas en niños suele ser más sencillo y tiene en general mejores resultados que en adultos, debido a la alta capacidad de regeneración y remodelación del esqueleto en crecimiento.

## Patogenia
Una fractura se produce cuando la fuerza sobre el tejido logra vencer la resistencia del hueso, dando origen a una fractura.
La resistencia del hueso es elevada (equivalente a una décima parte de la resistencia del acero), gracias a los cristales de  hidroxiapatita que se superponen a las fibras de colágeno. Le confiere una resistencia muy elevada a la compresión pero no tanto a la tracción e incurvación laterales. 
Con respecto a la forma, la estructura tubular hueca de los huesos largos  distribuye mejor las fuerzas de flexión y torsión que si fuera una estructura cilíndrica sólida, multiplicando su resistencia x 5’3 veces.
La fractura de un hueso comprende habitualmente la destrucción de la continuidad del periostio, el tejido óseo propiamente dicho y el endostio.
Proceso de curación:
1. Inflamación aguda con presencia de hematoma, edema y angiogénesis.
2. Reparación: Inicia la formación de callo blando y posteriormente comienza la osificación endocondral, dando inicio al callo duro.
3. Remodelación: Reemplazo de tejido óseo reticular por laminillar (maduro) gracias a la función de osteoclastos, osteoblastos y osteocitos. De esta forma se logra una volver a la estructura y funcionalidad original.

## Cuadro clínico
Los siguientes son los signos y síntomas más habituales de una fractura:
1. Dolor
2. Impotencia funcional
3. Deformación
4. Pérdida de los ejes
5. Crépito óseo
6. Movilidad anormal
7. Hemorragia interna (hasta shock hipovolémico)

## Tratamiento
El objetivo principal es conseguir la máxima recuperación funcional posible del segmento afectado mediante el establecimiento unas condiciones que faciliten los procesos  biológicos normales de consolidación en una posición adecuada de los fragmentos fractuarios.
El manejo de la fractura es en general el mismo, es decir:
- Inmovilizar
- Reducir
- Rehabilitar

La forma en que se realiza cada uno de estos pasos es el que varía,  desde los métodos ortopédicos hasta quirúrgicos. 
Una de las formas correctas de inmovilizar una lesión ósea (fractura) es de articulación a articulación, esto con el fin de que no se mueva el hueso y cause más daño interno a los vasos sanguíneos o músculos, al inmovilizar la parte afectada se reduce dolor inflamación y se da estabilidad a la persona para ser trasladada a un hospital.

## Fisiopatología

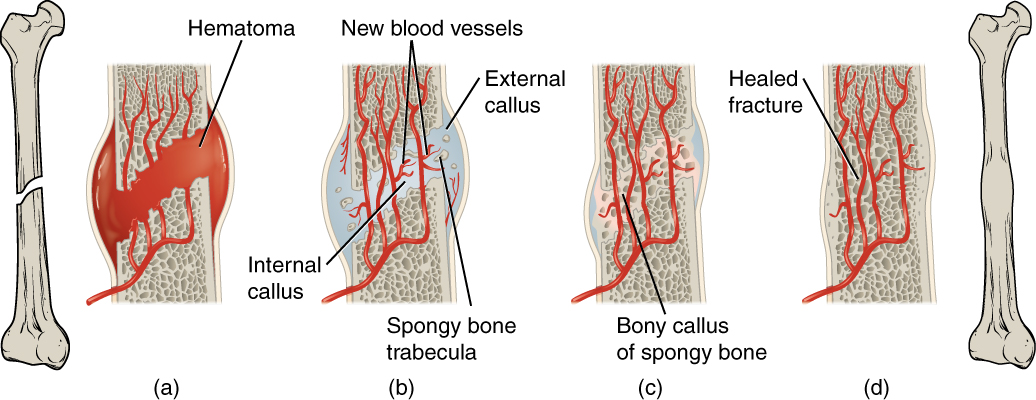
Etapas en la reparación de fracturas: La curación de una fractura ósea sigue una serie de pasos progresivos: (a) Se forma un hematoma de fractura. (b) Se forman callos internos y externos. (c) El cartílago de los callos es sustituido por hueso trabecular. (d) Se produce la remodelación.

El proceso natural de curación de una fractura comienza cuando el hueso lesionado y los tejidos circundantes sangran, formando un hematoma de fractura. La sangre se coagula para formar un coágulo sanguíneo situado entre los fragmentos rotos. En pocos días, los vasos sanguíneos crecen en la matriz gelatinosa del coágulo sanguíneo. Los nuevos vasos sanguíneos llevan fagocitos a la zona, que eliminan gradualmente el material no viable. Los vasos sanguíneos también traen fibroblastos a sus paredes, que se multiplican y producen fibras de colágeno. De este modo, el coágulo sanguíneo es sustituido por una matriz de colágeno.
En esta fase, algunos de los fibroblastos comienzan a depositar matriz ósea en forma de monómeros de colágeno. Estos monómeros se ensamblan espontáneamente para formar la matriz ósea, por lo que los cristales de hueso (hidroxiapatita cálcica) se depositan entre ellos, en forma de cristales insolubles. Esta mineralización de la matriz de colágeno la rigidiza y la transforma en hueso. De hecho, el hueso es una matriz de colágeno mineralizada; si se disuelve el mineral del hueso, éste se vuelve gomoso. Por término medio, el callo óseo en curación está lo suficientemente mineralizado como para aparecer en las radiografías al cabo de 6 semanas en los adultos y menos en los niños. Este hueso "tejido" inicial no tiene las fuertes propiedades mecánicas del hueso maduro. Mediante un proceso de remodelación, el hueso tejido es sustituido por hueso "laminar" maduro. Todo el proceso puede durar hasta 18 meses.
Varios factores pueden ayudar o dificultar el proceso de curación del hueso. Por ejemplo, fumar tabaco dificulta el proceso de curación ósea, y una nutrición adecuada (incluida la ingesta de calcio) ayudará al proceso de curación ósea. La carga de peso sobre el hueso, una vez que éste ha cicatrizado lo suficiente como para soportar el peso, también fortalece el hueso.
Aunque en teoría existe la preocupación de que los Antiinflamatorios no esteroideos ralenticen el ritmo de cicatrización, no hay pruebas suficientes que justifiquen la suspensión del uso de este tipo de analgésicos en las fracturas simples.